# Rosencrantz et Guildenstern

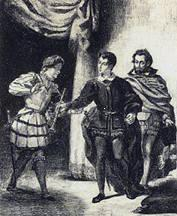
Hamlet et Guildenstern, Delacroix

Rosencrantz et Guildenstern sont deux personnages de la pièce de théâtre Hamlet de William Shakespeare.
Ces deux courtisans, qui apparaissent toujours ensemble, sont des amis d'enfance de Hamlet. Le roi Claudius, qui a usurpé le trône de son neveu Hamlet, les envoie le surveiller, mais Hamlet les perce rapidement à jour.
Après le meurtre de Polonius par Hamlet, Rosencrantz et Guildenstern sont chargés d'escorter Hamlet jusqu'en Angleterre. Ils ignorent que la lettre que leur a confiée Claudius ordonne que Hamlet soit mis à mort au terme du voyage. Hamlet découvre la lettre et la réécrit pour que ses deux compagnons soient exécutés à sa place, puis profite d'une attaque de pirates pour rentrer au Danemark.
Ils seront exécutés en Angleterre.
Rosencrantz et Guildenstern sont les personnages centraux des parodies Rosencrantz and Guildenstern (pièce de William S. Gilbert, 1874) et Rosencrantz et Guildenstern sont morts (pièce de Tom Stoppard, de 1964, adaptée au cinéma en 1990).